# Бандиханский район
Бандиханский район (узб. Bandixon tumani / Бандихон тумани) — район Сурхандарьинской области Узбекистана. Административный центр — Бандихан.

## Этимология
Гидроним Bandixon генетически восходит к типу персидского изафета — band + i + xon — «запруда хана» («построен ханом»).

## История
Образован постановлением президиума Верховного Совета Республики Узбекистан 18 мая 1992 года.
В 2010 году Олий Мажлис принял решение об упразднении Бандихонского района с присоединением его территории к Кизирикскому району, что было принято постановлением правительства от 24 декабря 2010 года.
30 ноября 2019 года Олий Мажлис принял решение о создании Бандиханского района. При этом были изменены границы Кизирикского, Байсунского и Кумкурганского районов, что было принято постановлением правительства от 31 января 2020 года.